# Фёдоров, Леонид Александрович (двоеборец)
Леонид Александрович Фёдоров (25 марта 1928—1993) — советский и российский спортсмен (лыжное двоеборье) и тренер. Заслуженный тренер СССР, Мастер спорта СССР, кандидат педагогических наук, доцент.

## Биография
Родился в 1928 году. Начал заниматься лыжным двоеборьем в 1948 году. В 1949 году окончил Ленинградский электромеханический техникум. Выступал за ленинградские ВДСО «Трудовые резервы» и «Локомотив», тренировался под руководством О. А. Алсуфьева.
В 1953 году окончил ГДОИФК имени П. Ф. Лесгафта. Состоял в сборной СССР по лыжному двоеборью в 1953—1965 гг. Чемпион СССР (1954, 1955) и призёр чемпионатов СССР (1956—1965), чемпион мира среди студентов (1956). Принимал участие в Олимпийских играх (1956, 1960). Мастер спорта СССР (1953).
После завершения выступлений перешёл на тренерскую работу. Тренер ДСО «Локомотив» (Ленинград) в 1953—1967 гг. Государственный тренер Спорткомитета по Ленинграду в 1967—1973 гг. Старший тренером сборной команды СССР по лыжному двоеборью в 1964—1984 гг. За годы работы подготовил множество выдающихся спортсменов. Среди его подопечных — Н. Киселёв, В. Дрягин, М. Пряхин, Ю. Симонов, М. Артюхов, Э. Дубровский, Н. Носов, А. Ларионов, Б. Черемухин.
Был членом тренерского совета Федерации лыжного спорта СССР, членом исполкома Федерации лыжного спорта СССР, членом технического комитета Международной федерации лыжного спорта (FIS).
В 1964 году был удостоен почётного звания «Заслуженный тренер СССР». Также выступал в качестве арбитра, имел статус судьи международной категории.
Занимался педагогической и научной деятельностью. Аспирант ГДОИФКА имени П. Ф. Лесгафта в 1954—1957 гг. Старший научный сотрудник, заведующий сектором зимних видов спорта НИИ физической культуры и спорта в 1973—1992 гг.
Кандидат педагогических наук (1976), доцент (1977).
Награждён медалью «За оборону Ленинграда».
Умер в 1993 году.